# 牧瀬みさ
牧瀬 みさ（まきせ みさ、1993年4月1日 - ）は、日本のAV女優。NEWGATE所属。

## 略歴・人物
北海道出身。2012年3月にアダルトビデオメーカー・SODクリエイトの専属女優としてデビュー。Gカップの巨乳AV女優である。
デビュー前にバラエティ番組『有田とマツコと男と女』にスカウトマンと共に出演したり、初めての撮影現場がニコニコ生放送で生中継され15万人が視聴するなど話題となった。
2016年3月にオフィスBLITZ所属の「倉木ひな」として再デビュー。

## 出演作品

### アダルトDVD
2012年
- AV Debut AV女優になりたくて、カバンひとつで上京しました…（3月22日、SODクリエイト）※デビュー作
- 牧瀬みさとラブラブ新婚生活してみませんか?（4月21日、SODクリエイト）共演:七瀬ゆい
- 目と目が合う前に、いきなりチ○ポ!! 突然の挿入を拒まない敏感なカラダ…。（5月24日、SODクリエイト）
- 19歳 性欲、覚醒（6月21日、SODクリエイト）
- 女子高生 輪姦レイプ（7月19日、SODクリエイト）
- （初）中出し天国（8月23日、SODクリエイト）
- 美少女拉●×野外陵辱（11月16日、マキシング）
- 失禁お漏らし×美人女教師（12月16日、マキシング）

2013年
- 方言彼女 -北海道- 放っておけない後輩は道産子巨乳（1月1日、胸キュン喫茶）※「ミキ」名義
- 簡単に稼げる高額バイト紹介します 代官山・綺麗なお姉さん編（1月11日、S級素人）他出演:相沢恋、森川ななせ、栗山朋香、山本ゆきな、田辺まどか
- 女のカラダはこの顔にしてこの色気で選ぶ。（1月13日、E-BODY）
- 拘束中出し×舐め地獄×被虐アクメ（1月16日、マキシング）
- OPPAIナーススペシャル ロリ中出し4時間（2月19日、OPPAI）共演:さとう遥希、羽月希、野宮さとみ、葉月めぐ
- Tバックくい込み女子校生 8時間 2（3月8日、BAZOOKA）他出演:松下ひかり、さとう遥希、宮崎美冬、月本衣織、木村つな、上原花恋、中川美香、水城りあ、三浦アイラ
- 日焼けあと みさ（3月13日、MOODYZ）
- 美人すぎる洋食屋さんの娘 貧乏脱出プロジェクト編（4月12日、S級素人）
- シルフな妹と中出し近親相姦（4月25日、CMP）
- 女のカラダは腰使いで決まる! 4時間 3（5月10日、BAZOOKA）他出演:さとう遥希、愛沢有紗、北川エリカ、みなせ優夏
- 義父に堕ちた嫁（5月25日、マドンナ）
- 牧瀬みさ the BEST（6月16日、マキシング）※総集編
- しゃぶらせてください… 全身リップと濃厚フェラで究極ご奉仕（7月1日、胸キュン喫茶）他出演:羽月希、間宮純、美月しのぶ、美緒みくる、愛代さやか、さとう遥希、初美沙希、椿すず、大塚まゆ ほか
- 凌辱ヒロイン 淫乱カグラ（7月26日、TMA）共演:えりりか、綾瀬れん、葉月めぐ、初美沙希
- AV撮影現場を覗いてみませんか? イヤらしすぎる女性スタッフ達が撮影現場でチョメチョメしちゃった!! 2（7月26日、SCOOP）他出演:有村千佳、森川ななせ、吉田花、北川エリカ ほか
- 過激すぎて放送出来なかったライブチャット映像 完全撮り下ろし part2 素人27人収録（8月9日、BAZOOKA）他出演:西條るり、片桐えりりか、葵こはる、菅野さゆき、遥めぐみ、悠希めい、重盛ひと美、未来ひかり ほか
- いつも決まった時間に犯され続ける人妻 〜恥辱の失禁調教〜（9月25日、マドンナ）
- 妹限定!!危険日直撃!200万円争奪!生中出しじゃんけん大会!どっちの男がゴム付き?ゴム無しチ○ポを選んでしまったら孕んじゃう!6（12月5日、michiru）他出演:須藤ななみ、乙葉ななせ、吉川いと、武藤つぐみ

2014年
- 美少女コスプレイヤー自画撮りオナニー（2月25日、CMP）他出演:仁科百華、有村千佳、初美沙希、つぼみ、鶴田かな、みづなれい、大桃りさ、上原亜衣
- スリム＆グラマー（10月13日、E-BODY）他出演:JULIA、ましろ杏、哀川りん、森ななこ、椎名みくる、小沢アリス、青山沙希、Erina、日向リサ、愛沢有紗、蒼井まなみ、麻生ゆう

## テレビ出演
- 有田とマツコと男と女（2011年12月20日放送、TBSテレビ）

## グラビア
- SPRING SPECIAL 2012 in BALI – Misa Makise 牧瀬 みさ『First Trip』（2012年4月20日、グラフィス）

## 雑誌
- フライデー 2012年2月24日号（講談社）